# Leo Pröstler

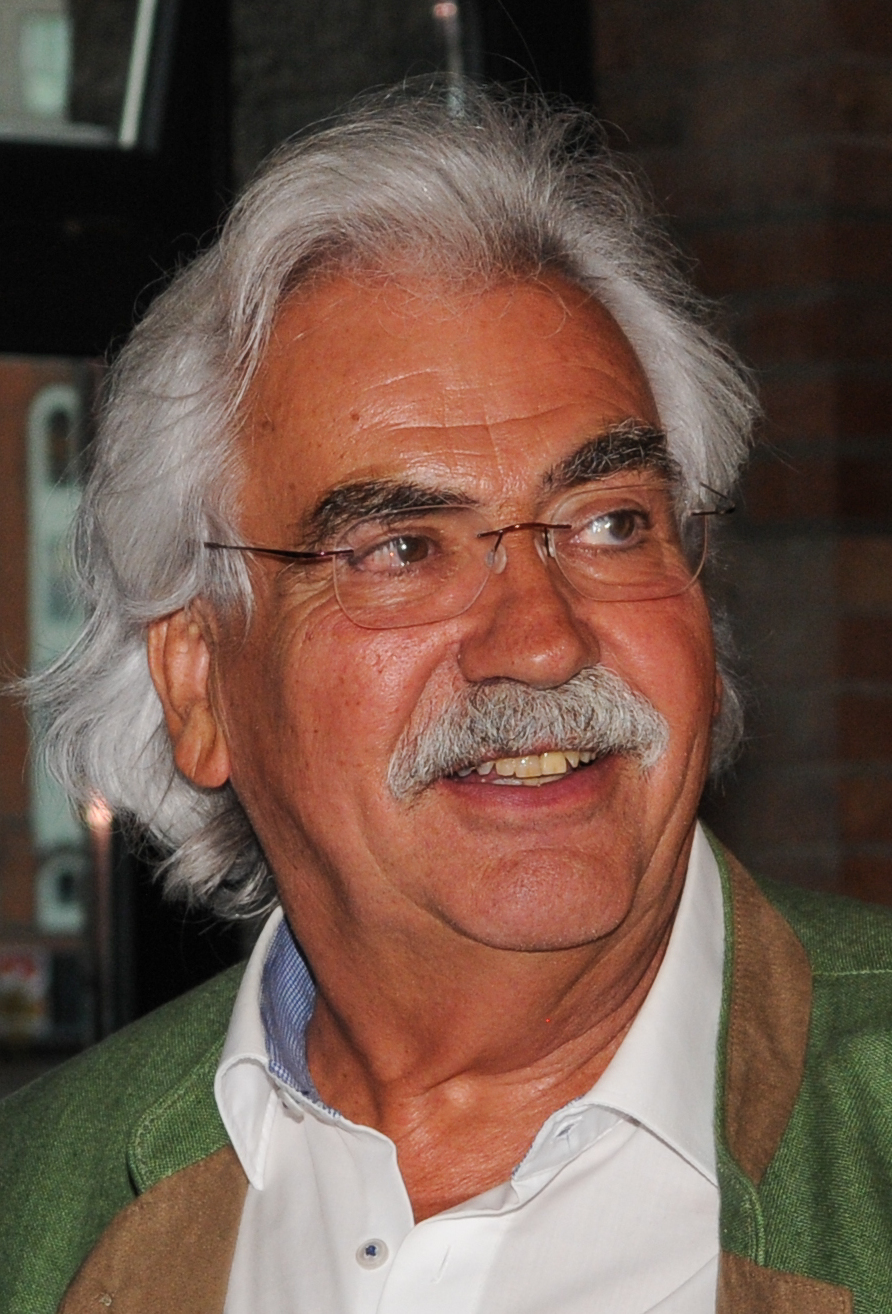
Leo Pröstler, 2018

Leo Pröstler (* 7. September 1947 in Eisenerz, Steiermark) ist ein Unternehmer und Umweltschützer. Er gilt als Pionier des Öko-Versandhandels in Deutschland, den er mit der Gründung des Waschbär Umweltversand etablierte. Heute leitet Leo Pröstler ein Finanzunternehmen im Südschwarzwald für nachhaltige Forstwirtschaft in Costa Rica und arbeitet als Unternehmensberater.

## Leben und Wirken

### Herkunft und Arbeit als Ingenieur
Leo Pröstler kam 1947 als älterer von zwei Brüdern im steirischen Eisenerz, einer österreichischen Montanstadt zur Welt. Sein Vater war Bergbauingenieur, die Mutter Kauffrau. Nach der Matura 1965 in Leoben, Österreich, studierte Pröstler Eisenhüttenkunde an der Technischen Universität Clausthal und schloss mit einer Diplomarbeit zum Thema „Diffusion von Stickstoff in Eisen-Kohlenstoffverbindungen“ ab. Nach dem Studium übernahm Pröstler eine Stelle als Projektleiter Vertrieb bei Mannesmann. Dort war er für den Vertrieb von Hüttenwerken, insbesondere von Stranggießanlagen zur Stahlherstellung in Europa, Iran und Nordafrika und ab 1978 als leitender Projektrepräsentant in Teheran verantwortlich.

### Der Wertewandel zum Umweltschutz
Ein wichtiger Paradigmenwechsel im Leben von Leo Pröstler entwickelte sich in seiner Zeit als Projektmanager in Algerien, Ende der siebziger Jahre. Er pendelte zwischen Annaba, einer Stadt am Mittelmeer im äußersten Nordosten Algeriens, und Düsseldorf, um das Projektmanagement zu steuern. „Da bin ich dann über die Städte geflogen und habe herunter gesehen auf die schwarzen Rauchpilze der Stahlwerke, die ich verkauft habe.“ Ihm wurde klar, dass es so nicht weitergehen könne.
Pröstler nahm dies als Anlass zum Umdenken und den Ausstieg aus dem Management der Schwerindustrie. Es schloss sich eine Phase des Nachdenkens und Reisens an, in der die Idee heranreifte, etwas mit Argumenten verändern zu wollen, sowie politische Einflussnahme mit wissenschaftlicher Arbeit zu verbinden. Für dieses Ziel konnte er ab 1980 als Geschäftsführer des Öko-Instituts in Freiburg eine entsprechende Plattform finden. Da er als gelernter Projektmanager konnte er den Fachbereich „Ökologische Wirtschaft“ im Öko-Institut etablieren. Pröstler war es wichtig, dem Institut eine bessere ökonomische Basis zu verschaffen, wissenschaftlich zu arbeiten und gleichzeitig Lobbyarbeit für eine nachhaltige Wirtschaft mit Blick auf den Bürger und seine Nachfrage zu betreiben.
1984 stellte sich für das Öko-Institut die Frage, entweder weiter zu wachsen oder sich eher im Sinne eines Bürgerinstituts zu konzentrieren, mit dem Ziel die Zivilgesellschaft und bürgerschaftliches Engagement über die Forschung zu fördern. „Der Manager, der eigentlich keiner mehr sein wollte, vermisste jetzt ein unternehmerisches Ziel, die Effizienz und vor allem die praktische Umsetzung von Studien und Erkenntnissen“ wurde später zitiert. Pröstler widersprach einer starken Expansion mit wachsenden Forschungsaufträgen und Abhängigkeiten, ohne den praktischen Bezug für die Menschen. Rainer Grießhammer, der später sein Nachfolger im Öko-Institut wurde, vermittelte eine Zeit lang diese unterschiedlichen Ansätze. Schließlich wählte Pröstler jedoch den Weg der Trennung, um sich, ganz Ingenieur und Problemlöser, auf seinen pragmatischen Ansatz zu konzentrieren. Er gründete daraufhin sein erstes Unternehmen im Umweltbereich.

### Die Entwicklung des Waschbär-Versandhandels
Mit der Idee, für das neue Abfalltrennungsgesetz eine Küchenhilfe zur Mülltrennung bereitzustellen, hatte Pröstler 1984 das erste Abfalltrennsystem für private Haushalte weltweit erfunden. Er produzierte die Müllschränke und verschickte sie per Post. So lernte Pröstler wie Versandhandel nicht funktioniert: ein einzelnes Produkt zu entwickeln, das zudem lange hält, teuer ist, das sich schwer verschicken lässt und zu keiner Nachbestellung führt. Daraufhin entwickelte er ein Verkaufsset mit ökologischen Reinigungsmitteln und einer Gebrauchsanweisung zum Selbermischen, die den ganzen Haushalt abdecken sollte, packte alles in eine Putzkiste aus Recyclingkarton und gründete damit 1987 den Waschbär Umweltversand. Er erweiterte das Angebot nach und nach um weiteren Haushaltsbedarf, Textil- und Büroartikel. Mit dem Versandhaus Sancho Pansa GmbH schuf Pröstler parallel die Möglichkeit zur Katalogbestellung für Dritte-Welt-Produkte und hatte bald an die fünftausend Artikel im Sortiment. 1995 beteiligte sich Pröstler mit seinem Unternehmen an einem Windkraftpark, um den Energiebedarf seines Unternehmens zu decken und gab seinen Kunden per Katalog die Möglichkeit zur finanziellen Beteiligung an der Investition. „‚Öko-Otto‘ nannte die Branche Pröstlers Unternehmen inzwischen halb belustigt, halb irritiert“, in Anspielung auf den Otto-Versand.
Nach und nach wurde sein Katalog durch Hintergrundinformationen zu ökologischen und ökonomischen Zusammenhängen eine Plattform für weitere energiepolitische Initiativen wie die Stromsparkampagne: Pröstler bot über den Katalog ein Stromspar-Beteiligungspaket für Privathaushalte an. Unter anderem durch die Messung von Standby-Verbräuchen und den Einsatz von Energiespar-Leuchtmitteln sollte gemeinsam so viel Energie eingespart werden, dass ein Atomkraftwerk überflüssig würde. Auch damit wuchs das neue Unternehmen in kurzer Zeit zu einer Firma mit einer halben Million Kunden.
1994 hatte der Versandkatalog bereits einen so großen Umfang, dass Pröstler angesichts seiner eigenen Entwicklung abermals nachdenklich wurde. Die Frage, wie der Holzverbrauch für die große Papiermenge zum Druck des Kataloges für eine halbe Million Kunden kompensiert werden könnte, beantwortete die Deutsche Gesellschaft für Technische Zusammenarbeit mit der Idee, einheimische Baumarten in Costa Rica, vor allem aufgrund der dortigen stabilen politischen und klimatischen Bedingungen aufzuforsten. Einerseits um den eigenen Papierkonsum auszugleichen und andererseits um ein sozial und ökonomisch sinnvolles Investment in ärmeren Ländern zu fördern. Aus dieser, zunächst eher aus Marketinggründen entstandenen Idee, entwickelte sich der nächste Paradigmenwechsel von Pröstler. Die Vorstellung, seine vorhandene Erfahrung und einen Teil seiner Gewinne mit der Idee zur nachhaltigen Förderung in einem Dritte-Welt-Land konkret zu verbinden, motivierte ihn für sein neues Projekt. Um möglichst Hilfe zur Selbsthilfe zu leisten, richtete Pröstler zunächst mehrere Projektfonds ein und baute eine Medizinstation in Nepal auf sowie ein Dorfentwicklungsprojekt in Indien. In Costa Rica entstand die erste Baumschule.
Der Erfolg des Versandhandels zwang Pröstler trotz aller früheren Bemühungen langsam und organisch zu wachsen, weiter zu investieren. Sein Unternehmen Waschbär war zu dieser Zeit mit einem Jahresumsatz von zuletzt 68 Millionen Mark eines der größten im deutschen Ökoversand. Gleichzeitig übernahm er sich mit der durch die Ökobank initiierten, günstig zu finanzierenden Übernahme eines anderen ökologischen Versand- und Einzelhandelsunternehmens, der Alb Natur Versandhandels GmbH sowie der Alb Natur Einzelhandels GmbH (Jahresumsatz 1999: 20 Mill. DM). Hinzu kam die finanzielle Belastung durch ein neues Logistikzentrum und die „branchenweit feststellbare Nachfrageschwäche im Textilbereich“, der etwa 50 % zum Gesamtumsatz beitrug. Etwa 300.000 Kunden kauften zu dieser Zeit regelmäßig bei Waschbär und 100.000 bei Alb Natur. Einige Jahre vor seinem Ausscheiden bei Waschbär konnte Pröstler noch einige Investoren gewinnen, mit denen er das Unternehmen gemeinsam weiter geführt hat. Im folgenden Insolvenzverfahren scheiterte trotz voller Auftragsbücher die Gründung einer eigenen Beteiligungsgesellschaft unter Führung von Pröstler zur Rettung seines angeschlagenen Unternehmens, weil sich die Bedingungen am „Neuen Markt“ binnen kurzer Zeit rapide verschlechtert hatten. Pröstler verließ daraufhin das Unternehmen, welches weiterbestand.

### Konzentration auf Beratung und Aufforstung
Mit der Unternehmensberatung Querdenker GmbH, die schon zu Zeiten des Waschbär entstanden war, folgte eine erneute Konzentration auf Veränderungsprozesse. Pröstler beriet zunächst Unternehmen im Bereich regenerative Energie und einen Tee-Direktvertrieb. In Günter Faltin, Professor für Entrepreneurship an der FU Berlin und Gründer der Projektwerkstatt Teekampagne, hatte er einen Projektpartner gefunden, dessen Motive und Gründungsideale sich mit seinen deckten. Pröstler war als Berater für Vertriebsstrukturen und nachhaltiges Management erfahren genug, um Faltin bei der Umsetzung dessen Idee von einer sozial und ökologisch einwandfreien Teevermarktung von der Plantage bis zum Verbraucher zur Seite zu stehen. Und Pröstler konnte sich auf die Weitergabe seines Wissens konzentrieren, ohne erneut ein großes Unternehmen gründen zu müssen. Gleichzeitig bereitete er weiter den Ausbau seines eigenen Aufforstungsprojektes in der Dritten Welt vor.
2007 hatte Pröstler die ersten Investoren für ein eigenes Renditeprojekt zur Aufforstung in Costa Rica zusammen (→ Waldfonds). Er gründete die BaumInvest GmbH & Co KG und einen gleichnamigen geschlossenen Fonds in Deutschland sowie in Costa Rica das Tochterunternehmen Isla Bosques und kaufte im Norden des Landes eine 224 ha große Fläche ehemaligen Regenwaldes. Dieser war abgeholzt und durch die übliche intensive Weidewirtschaft weitgehend kompaktiert. Sein Sohn, Stefan Pröstler, stieg mit in die Bewirtschaftung der Plantage ein und übernahm mehr und mehr das Tagesgeschäft, so dass sich Leo Pröstler weiter um die Anwerbung von Kapital für einen zweiten und dritten Fonds bemühen konnte.
Wurden im ersten Anlauf noch drei Sorten Edelhölzer mit circa 1/3 Teak-Anbau als kleine durchmischte Monokultur in Inselwirtschaft umgesetzt, beriet sich Pröstler später mit einem Netzwerk aus einheimischen Forstinstituten und Umweltverbänden sowie den Behörden in Costa Rica um die Ausrichtung anzupassen. Mit wachsender Bekanntheit im Land begann er gemeinsam mit seinem Sohn und im Dialog mit einheimischen Arbeitern und Fachleuten, die Anbaubedingungen in Richtung nachhaltiger Forstwirtschaft mit Landbau zu entwickeln. Ziel war, dass die Menschen vor Ort in den Plantagen zusätzlich Nutzpflanzen anbauen können und dass eine höhere Artenvielfalt somit der Sicherung des Holzertrages dient. Auf diese Weise wurde mit der Zeit aus der anfänglichen Idee zur Kompensation eines umfangreichen Papierkataloges immer mehr ein nachhaltiges Mischwaldkonzept mit verschiedenen einheimischen Edelhölzern auf über 2500 ha ehemaligem Regenwaldes, mit einem sozialökologischen Ansatz und FSC und CFS-Zertifizierung als Beleg für Nachhaltigkeit.
Dieses Gesamtkonzept vom „Visionswald“ wie Pröstler ihn nennt, beschreibt Guillermo Navarro, Forstchef der Umweltorganisation IUCN und Dekan der EARTH University in Costa Rica als Versuch, Nachhaltigkeit und wirtschaftliches Handeln zusammenzuführen und als Modellprojekt auf andere Bereiche zu übertragen. Gemeinsam mit seinem Sohn öffnete Pröstler auch die älteren Plantagen seiner Investoren nach und nach für die weitere landwirtschaftliche Nutzung der Mitarbeiter und setzte Arbeitsgruppen vor Ort ein, die für die täglichen Angelegenheiten auf der Plantage das Sagen haben. Im Konzept von Pröstler untersteht die Aufsicht und Kontrolle der Plantagen vor Ort einem von den Investoren gewählten Beirat und die Weiterentwicklung und praktische Umsetzung obliegt der Aufforstungsfirma Puro Verde Paraiso Forestal S. A. als Partnerin von BaumInvest unter der Geschäftsführung von Stefan Pröstler.
Die Querdenker GmbH gab im Jahr 2012 das Magazin „MehrWert : verantwortlich wirtschaften, besser leben“ heraus. Das Magazin erschien in den Jahren 2013 und 2014 nicht, seit 2015 erscheint es unregelmäßig im Verlag Green Publishers.
Pröstler initiierte die 2015 erfolgte Gründung der PuroVerde e. G., die mit dem Anbau tropischer Produkte wie Bio-Ingwer in Permakultur und Waldfeldbau für ihre Mitglieder eine stabile finanzielle Rendite verbunden mit einer nachweisbaren ökologisch-sozialen Wirkung erwirtschaften sollte. Pröstler war bis Mai 2020 Vorstandsmitglied der Genossenschaft. Im Juni musste die PuroVerde Insolvenz anmelden. Als eine Ursache gab die Genossenschaft Ernteausfälle an.

## Rezeption
1983, zur Zeit seiner ersten Leitungsfunktion für das Öko-Institut Freiburg, schreibt die Hannoversche Allgemeine Zeitung:

„Die statistische Bilanz, die Leo Pröstler vorlegt, kann sich durchaus sehen lassen. 40 Mitglieder hoben das Institut 1977 aus der Taufe, heute sind es nach Pröstlers Angaben über 4.000 überall in der Bundesrepublik, die mit ihren Beiträgen einen Jahresetat von 600.000 Mark auf die Beine stellen. (…) Das Öko-Institut arbeitet bewusst im Grenzbereich zwischen Politik und Wissenschaft. Man sei, so Pröstler, eine Art Argumentationslieferant für die politische Auseinandersetzung. (…) Über die Abgrenzung zur „etablierten Wissenschaft“ erklärt Pröstler, dass es eigentlich weniger um die Forschung an sich, als vielmehr um die richtige Einschätzung der Fakten gehe. Wir bewerten die Fakten kritischer, nennen die Verursacher von Umweltverschmutzungen beim Namen, weisen konkret auf die Konsequenzen für die Betroffenen hin und zeigen ihnen Hilfsmöglichkeiten auf.“

1994 wurde Pröstlers „Waschbär“-Initiative vom Umweltministerium in Baden-Württemberg für „Herausragende Leistungen bei der Förderung des betrieblichen Umweltschutzes und der umweltorientierten Unternehmensführung“ Anerkennung ausgesprochen. Harald B. Schäfer, Baden-Württembergs damaliger Umweltminister: „Wenn es einen solchen Betrieb nicht gäbe, müsste man ihn geradezu erfinden“. Susanne Vieser beschreibt Leo Pröstler in ihren Wirtschaftsportraits kreativer Unternehmer aus dem Jahr 1995:

„Leo Pröstler versteht sich nicht als Vorreiter einer Bewegung oder Lebenshaltung, sondern  – wie er es gerne apostrophiert  – vor allem als Steigbügelhalter des umweltbewussten Quelle-Kunden, als Mittler also zwischen zwei Welten, die unterschiedlicher nicht sein könnten: hier der über drei Zentimeter dicke Katalog des Handelsriesen aus Fürth (Anm. ehem. Quelle-Versand), der Konsum pur verkörpert; dort die Maxime von Konsumverzicht zugunsten der Schonung von Natur und Rohstoffreserven. „Waschbär möchte keinen Bedarf wecken,“ stellt Leo Pröstler in seiner Firmenphilosophie fest, „sondern den bestehenden Bedarf an herkömmlichen Produkten durch umweltgerechte Alternativen decken.““

Seine jüngere unternehmerische Tätigkeit mit „BaumInvest“ wurde in der Fachpresse positiv beurteilt. 2008 wählte das Magazin Natur+kosmos sein Fondsmodell zum Zukunftsprojekt des Monats … als Beispiel dafür, dass eine Kapitalanlage Rendite, ökologisches und soziales Engagement verbinden kann und somit den Grundsätzen nachhaltigen Handelns entspricht.

„Dieses Projekt vereint alles das, was wir aufgrund unserer Forschung und den Ergebnissen vom Feld seit vielen Jahren entwickelt haben. Unser Wissen wächst stetig. Erst seit wenigen Jahren können wir die drei Erfolgsfaktoren für Costa Rica konkretisieren: hochwertige Spezies, kleine Wälder und Nachhaltigkeit. Und nicht nur für Costa Rica. Was wir machen, wird auf ganz Zentralamerika und einen Teil Südamerikas übergehen. Die tropischen Länder haben alle sehr ähnliche Problematiken. Deswegen gefällt mir die Arbeit, die Vision von Leo und seinem Unternehmen BaumInvest so gut.“

Ökotest weist u. a. darauf hin, dass es kein Prospektgutachten gibt, das die Ertragshochrechnungen von Bauminvest bestätigt. Bemängelt werden die sehr hohen Einstiegskosten. Sicher sei nur, dass der Initiator verdiene. Der Investor brauche einen langen Atem. Ökotest urteilt: „Das Aufforstungskonzept verspricht eine dunkelgrüne Rendite. Die Angaben in Prospekt und Verträgen sind absolut transparent.“
Die Hamburger Ratingagentur G.U.B. beurteilt den dritten Fonds insgesamt „positiv“ („+“, die zweite Stufe auf einer vierstufigen Skala von „−“ bis „+++“). Die Agentur hebt u. a. forstwirtschaftlichen Erfahrungen und Präsenz vor Ort als Stärken hervor. Als Schwächen sieht sie u. a. den Blind-Pool-Charakter, einen sehr weiten Gesellschaftszweck, unspezifische Investitionskriterien, den Modus der Mittelfreigabe und erhöhte Risiken u. a. durch Investition in einen fremden Rechts- und Währungskreis.
Die bundesdeutsche Standortinitiative „Land der Ideen“ wählte die Querdenker GmbH von Pröstler als „Ausgewählter Ort 2011“. Er wurde anlässlich des Wettbewerbes „365 Orte im Land der Ideen“ vom baden-württembergischen Ministerpräsident Kretschmann für seine nachhaltige unternehmerische Tätigkeit ausgezeichnet. 2012 meldete sich Costa Ricas Staatspräsidentin Laura Chinchilla anlässlich ihres Deutschlandbesuches zusammen mit der Wirtschaftsministerin Anabel Gonzalez für einen Besuch im VisionsWald an und dankte Pröstler für sein wirtschaftliches, soziales und ökologisches Investment in ihrem Land. 2013 wurde sein Querdenker-Unternehmen als eines der drei Finalisten des CSR-Preises des Deutschen CSR-Forums in der Kategorie „Biodiversitätsmanagement“ zum Erhalt der weltweiten biologischen Vielfalt geehrt.

## Auszeichnungen
- Juni 2015: Lammsbräu-Nachhaltigkeitspreis 2015[35]

## Privatleben
Gelegentliche Auftritte im Fernsehen und bei Radiosendern nutzt Pröstler für seine politischen und ökologischen Projekte. Pröstler hält sich von Investorenpartys und Prominenten-Veranstaltungen und der Boulevardpresse fern.
Seine Arbeit und die Aufsicht der Plantagen führt ihn regelmäßig mit seinen Geldgebern nach Mittelamerika.
Er lebt nach seiner ersten Ehe, aus der ein Sohn und eine Tochter hervorgingen und die bis 1987 andauerte, seit 1992 in einer neuen Lebenspartnerschaft weiterhin in Kirchzarten. In seiner Freizeit spielt er Klarinette, wandert und begeistert sich für Fußball.

## Projektübersicht
| Zeitraum                                                                                        | Unternehmen | Zweck |
| ----------------------------------------------------------------------------------------------- | --- | --- |
| - 1973–1978 - 1980–1984 - 1984–1986 - 1986–1989 - 1987–2001 - 1999–2001 - 1995–dato - 2007–dato | - Mannesmann Demag - Öko-Institut Freiburg - Leo Pröstler Umwelt-System-Technik - Sancho Pansa Versandhandels-GmbH - Waschbär Versand GmbH - Alb Natur Handels GmbH - Querdenker GmbH & Co. KG - BaumInvest GmbH & Co. KG | - int. Vertrieb von Stahlwerken - Forschung und Öko-Lobbyismus - Erfindung, Herstellung & Verkauf - Dritte-Welt-Versandhandel - Ökologischer Versandhandel - Ökologischer Handel - Unternehmensberatung - Vertrieb von Holzinvestments |